# Smithsonian Agreement
De Smithsonian Agreement was een internationale overeenkomst om te komen tot een systeem van vaste wisselkoersen na de Nixon-schok. De overeenkomst duurde van december 1971 tot maart 1973. Na maart 1973 werden de wisselkoersen door de markt bepaald.

## Aanleiding
Op de Conferentie van Bretton Woods werd het Internationaal Monetair Fonds (IMF) in juli 1944 opgericht. De deelnemende landen streefden naar vaste wisselkoersen. De waarde van de nationale valuta werd vastgelegd in goud of ten opzichte van de Amerikaanse dollar. Het IMF moest de goede werking van dit internationaal monetair systeem bewerkstelligen. Wisselkoersherzieningen waren alleen toegestaan bij fundamentele onevenwichtigheden van de betalingsbalans van het betrokken land.
In de tweede helft van de jaren 60 nam het Amerikaanse handelstekort toe waardoor meer dollars buiten de Verenigde Staten in omloop kwamen. Eind jaren 60 was er voor 50 miljard aan dollars in buitenlandse handen en daar stond maar US$ 10 miljard aan goudreserves tegenover. Om het handelstekort terug te dringen, en daarmee de uitstroom van dollars, drong de Amerikaanse regering aan op vrijwillige exportbeperkingen naar het land. Vooral Japan, met zijn op export georiënteerde economie en zwakke yen, werd geraakt. Verder liep de Amerikaanse inflatie op van 2% in 1965 naar 6% in 1969. Valutahandelaren verkochten dollars voor andere sterkere valuta en de niet-Amerikaanse centrale banken ruilden dollars voor goud. In augustus 1971 kwam een einde aan de vaste wisselkoersen toen de Amerikaanse president Nixon de goudstandaard en daarmee de link tussen de dollar en het goud losliet.
Deze actie leidde tot forse fluctuaties in de wisselkoersen die voorheen zeer beperkt waren. De dollar deprecieerde en veel landen namen maatregelen om het vrije valutaverkeer te beperken. Het IMF wilde terug naar vaste wisselkoersen en stimuleerde onderhandelingen hierover.

## Overeenkomst
In december 1971 kwam de G-10 bijeen in het Smithsonian Institution in Washington D.C. De uitkomst was een aanpassing van de vaste wisselkoersen zoals afgesproken tijdens de Bretton Woods-conferentie. De Amerikaanse dollar werd weer gekoppeld aan goud, maar nu tegen een omwisselverhouding van US$ 38/ounce in plaats van US$ 35/ounce. Dit impliceerde een depreciatie van 7,9%. Andere valuta werden ook aangepast, de Japanse yen apprecieerde met 16,9%, de Duitse mark met 16,6%, de Franse frank en het Britse pond allebei met 8,6% en tot slot de Italiaanse lire met 7,5%. De ruimte waarbinnen de wisselkoersen vrij konden bewegen ten opzichte van de vastgestelde koers werd 2,25% in plaats van de 1% zoals afgesproken in 1944.

## Afloop
Ondanks de goede intenties bleef de koers van de dollar onder druk staan. Het hielp niet dat de vrije goudprijs sterk steeg, van US$ 60/ounce medio 1972 naar US$ 90/ounce aan het begin van 1973 waarmee het verschil met de vaste omwisselprijs van $38/ounce zeer groot werd. Op 12 februari 1973 devalueerde de dollar met nog eens 10% naar US$ 42/ounce. Twee dagen later besloten Japan en de Europese landen de vaste wisselkoersen geheel los te laten al werden interventies door de centrale banken niet geheel uitgesloten. 